# NikkieTutorials

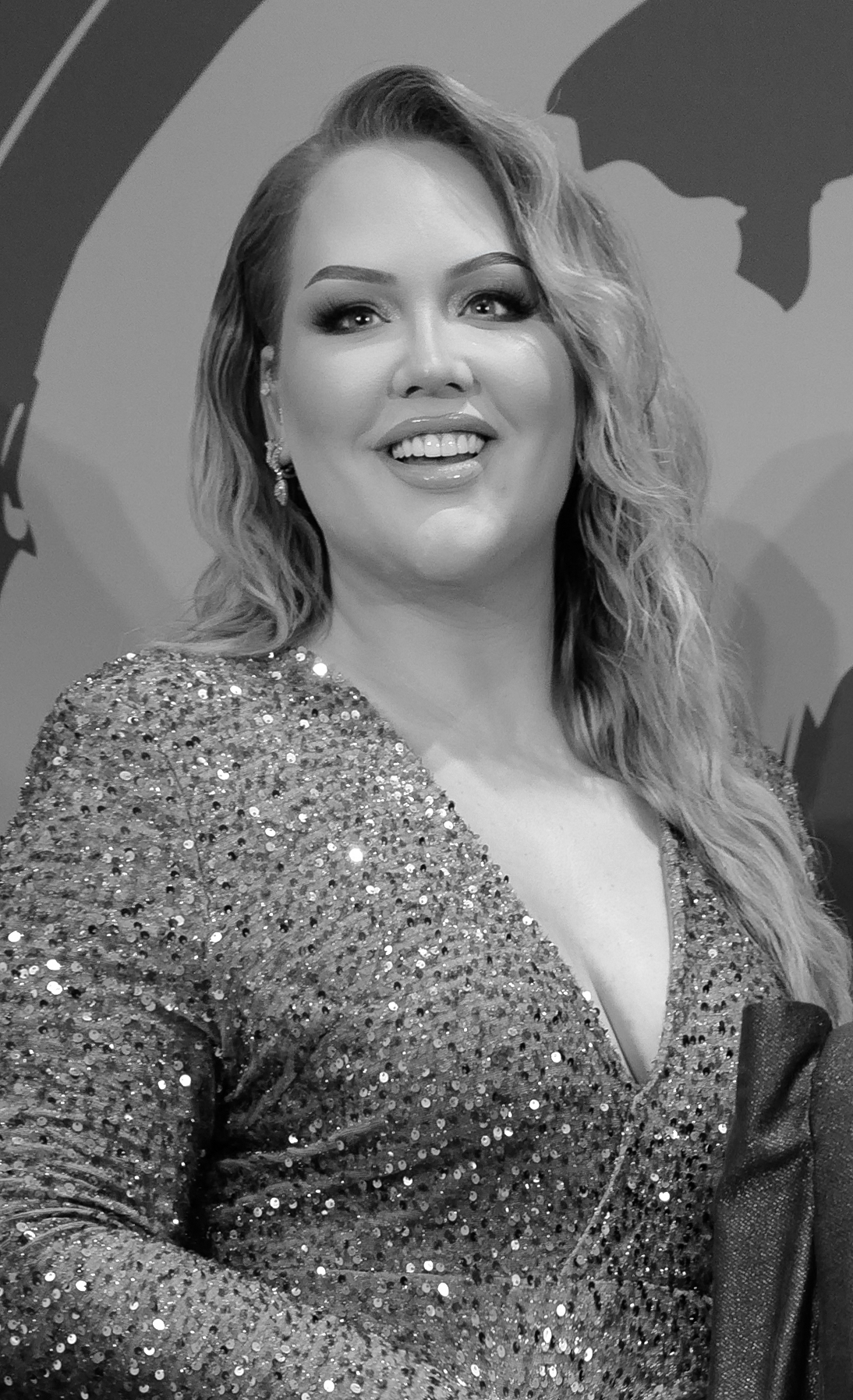
NikkieTutorials nel 2022

NikkieTutorials, pseudonimo di Nikkie de Jager-Drossaers (ˈnɪki də ˈjaːɣər; Wageningen, 2 marzo 1994), è una youtuber e truccatrice olandese.

## Carriera
Ha guadagnato popolarità nel 2015, pubblicando su YouTube il video The Power of Makeup, che diventò un fenomeno virale sulla piattaforma online. A gennaio 2020, il suo canale YouTube conta più di 13 milioni di iscritti con oltre un miliardo di visualizzazioni dei suoi video. Oltre alle sue attività online, NikkieTutorials ha fatto comparse anche in altri media, tra cui radio e TV.
Nel febbraio 2020, è stata confermata come conduttrice online dell'Eurovision Song Contest 2020, a Rotterdam, nei Paesi Bassi, poi cancellato causa della pandemia di COVID-19. Avrebbe dovuto presentare una serie di video sul "dietro le quinte" del contest, la cerimonia d'apertura sul red carpet e sarebbe stata presente nei tre show dell'evento previsti per maggio 2020.
Il 6 maggio 2020, viene annunciata la sua partecipazione a Eurovision: Europe Shine a Light, il programma sostitutivo che andrà in onda il giorno in cui era prevista la finale dell'evento, dove si è occupata dei contenuti online, uno di questi prevedeva delle videochiamate con alcuni dei partecipanti dell'evento. Ha poi presentato, prima transgender nella storia dell'evento, l'Eurovision Song Contest 2021. Nel settembre 2021 presenta il proprio marchio di cosmetici Nimya, di cui le vendite sono state aperte a partire dal mese stesso.
Avrebbe dovuto annunciare i voti della giuria olandese all'Eurovision Song Contest 2024. Tuttavia ha successivamente rinunciato al suo ruolo, come segno di protesta per la squalifica di Joost Klein, rappresentante dei Paesi Bassi dall'esibirsi durante la finale; i punti della giuria sono stati successivamente annunciati da Martin Österdahl, supervisione esecutivo dell'evento.

## Vita privata
Il 13 gennaio 2020 NikkieTutorials ha pubblicato un video su YouTube, dal titolo I'm Coming Out, in cui fa coming out dichiarandosi una donna transgender, dove inoltre ha confermato che è stata minacciata che la notizia della sua transizione sarebbe stata venduta pubblicamente alla stampa. La youtuber ha dichiarato di aver iniziato la sua transizione durante gli inizi dell'adolescenza.
Il suo fidanzato, Dylan Drossaers le ha fatto la proposta di matrimonio nell'agosto 2019, durante un viaggio in Italia nel borgo pugliese di Polignano a Mare, per poi convolare a nozze 3 anni dopo.

## Riconoscimenti
American Influencer Awards
- 2017 – Makeup Influencer Internazionale dell'anno[13]
- 2019 – Makeup Influencer Internazionale dell'anno[14]
- 2020 – Makeup Influencer Internazionale dell'anno[15]

CelebMix Awards
- 2020 – Social Media Star[16]

E! People's Choice Awards
- 2018 – Candidatura al Beauty Influencer del 2018[17]
- 2019 – Candidatura al Beauty Influencer del 2019[18]
- 2020 – Candidatura al Beauty Influencer del 2020[19]

Nickelodeon Kids' Choice Awards
- 2021 – Favorite Star - Paesi Bassi[20]

Shorty Awards
- 2017 – YouTube Guru[21]

Streamy Awards
- 2019 – Branded Content: Video per NikkieTutorials x Snoop Dogg di Marc Jacobs Beauty[22]

Teen Choice Awards
- 2017 – Web Choice Star: Fashion/Beauty [23]
- 2018 – Candidatura per Choice Fashion/Beauty Web Star[24]
- 2019 – Candidatura per Choice Fashion/Beauty Web Star[25]